# Enniskerry
Enniskerry (irl. Áth na Sceire) – wieś położona w północnej części hrabstwa Wicklow w Irlandii, ok. 25 km na południe od Dublina.

## Historia
Wieś powstała w pobliżu Powerscourt Estate – dworu, który pierwotnie był XIII wiecznym zamkiem, a w latach 1731-1741 przebudowanym przez niemieckiego architekta Richarda Casselsa. Pałac został spalony w roku 1974. Odbudowany został ponownie oddany do użytku w 1996.

## Geografia
Miejscowość położona jest nad rzeką Glencullen u podnóża gór Wicklow. Najbliższym miastem jest Bray, położone kilka kilometrów na wschód od Enniskerry. W pobliżu Enniskerry znajduje się najwyższy irlandzki wodospad – Powerscourt (irl. Eas Chúirt an Phaoraigh).

## Transport
Połączenie drogowe z Dublinem stanowi droga lokalna R117 lub droga krajowa N11 i autostrada M11.
Połączenia autobusowe obsługiwane są przez Dublin Bus: linia 185 do Bray oraz linie 44 i 44c do Dublina (Townsend St.).
Budowę połączenia kolejowego z Bray rozpoczęto w XIX wieku, lecz prace wstrzymano (wybudowano m.in. wiadukt). Większość torowiska została usunięta podczas poszerzania drogi i sprzedana, pozostawiono jednak most.